# Mellophon
Das Mellophon oder Melophon, auch Mellophonium genannt, ist ein Blechblasinstrument und gehört zu den Hörnern. 

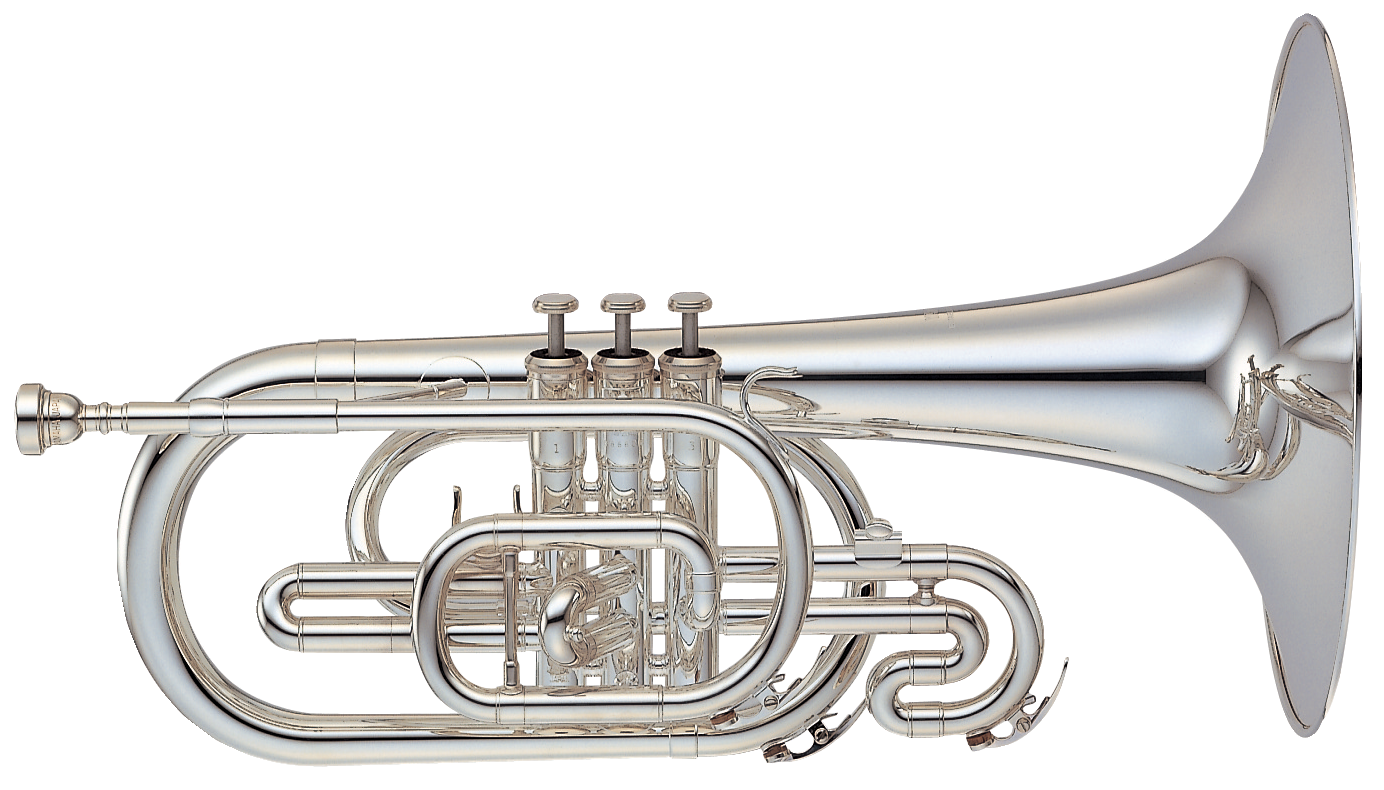
Mellophon in F

Es wird vor allem in Militärorchestern, Marching Bands und dergleichen gespielt, die in den USA eine große Tradition haben. Dort ersetzt es in Marschformationen das Waldhorn, da es beim Gehen einfacher zu handhaben ist und das Schallstück nach vorne zeigt. Das ist aus klanglichen aber auch choreographischen Gründen bedeutsam. Es verhält sich also ähnlich wie das Sousaphon im Vergleich zur Tuba.
Sein Tonumfang reicht vom fis bis zum c². Gewöhnlich sind Mellophone in ihrer Grundstimmung in F oder Es gestimmt. Die Obertonreihe liegt eine Oktave über dem F-Waldhorn. Das Mellophon hat drei Ventile, wie auch die Trompete.
Für das Mellophon wird meistens ein Kesselmundstück – baugleich mit dem der Trompete – benutzt, da es als Althorn verwendet wird. Alternativ bietet sich auch ein Waldhornmundstück an. Hierfür benötigt man allerdings einen passenden Adapter.